# 伞鸟科
伞鸟科（学名：Cotingidae）是雀形目霸鹟亚目的一个科，中小型體型，分布于中南美洲的新热带界地区的森林中。雄鸟大多具有艳丽的羽饰，并有冠羽或肉垂。食性多种多样，有的专食昆虫，有的专食浆果，有的则为杂食性。

## 分類
在1935年的鳥類分類學中，本科原有27屬79種，但2004年開始發現該系群是一多系群，底下數種物種被釋出而成為侏儒鳥科或蒂泰霸鶲科的成員，並與該兩屬形成姊妹群的關係。
本科現存24屬66種，原先於2007年屬於本科的鵙傘鳥屬、斑傘鳥屬、紫須傘鳥屬及單獨一屬的尖喙鳥已被移往蒂泰霸鶲科。而巴西黑傘鳥屬（Tijuca）的成員則被發現應屬於單色皮哈傘鳥屬因而地位被取消。本科現存的物種分別如下：
- 麟斑傘鳥屬 Ampelioides J.Verreaux, 1867
- 冠傘鳥屬 Ampelion Tschudi, 1845
- 白傘鳥屬 Carpodectes Salvin, 1865
- 食梅傘鳥屬 Carpornis G.R.Gray, 1846
- 肉垂傘鳥屬 Cephalopterus E.Geoffroy Saint-Hilaire, 1809
- 黑臉傘鳥屬 Conioptilon Lowery & O'Neill, 1966
- 伞鸟属 Cotinga Brisson, 1760
- 暗褐傘鳥屬 Doliornis Taczanowski, 1874
- 裸頸果傘鳥屬 Gymnoderus E.Geoffroy Saint-Hilaire, 1809
- 紅果傘鳥屬 Haematoderus Bonaparte, 1854
- 皮哈傘鳥屬 Lipaugus Boie, 1828
- 斗篷傘鳥屬 Perissocephalus Oberholser, 1899
- 燕尾傘鳥屬 Phibalura Vieillot, 1816
- 卡丁傘鳥屬 Phoenicircus Swainson, 1832
- 食葉傘鳥屬 Phytotoma Molina, 1782
- 食果傘鳥屬 Pipreola Swainson, 1838
- 紫喉傘鳥屬 Porphyrolaema Bonaparte, 1854
- 鐘傘鳥屬 Procnias Illiger, 1811
- 紅領果傘鳥屬 Pyroderus G.R.Gray, 1840
- 紫喉果傘鳥屬 Querula Vieillot, 1816
- 動冠傘鳥屬 Rupicola Brisson, 1760
- 綠皮哈傘鳥屬 Snowornis Prum, 2001
- 白翅傘鳥屬 Xipholena Gloger, 1841
- 白頰傘鳥屬 Zaratornis Koepcke, 1954

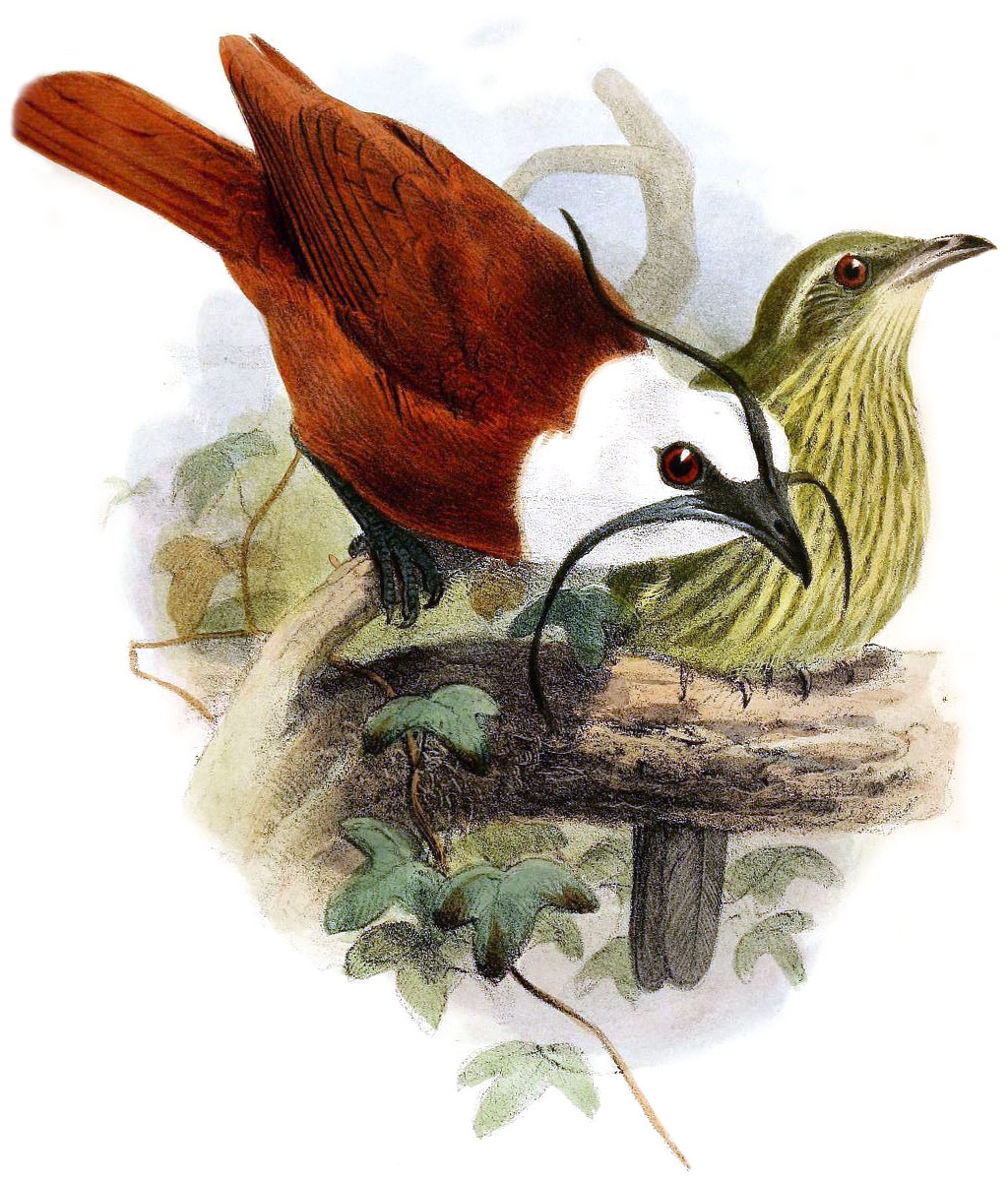
三肉垂钟雀（Procnias tricarunculata）
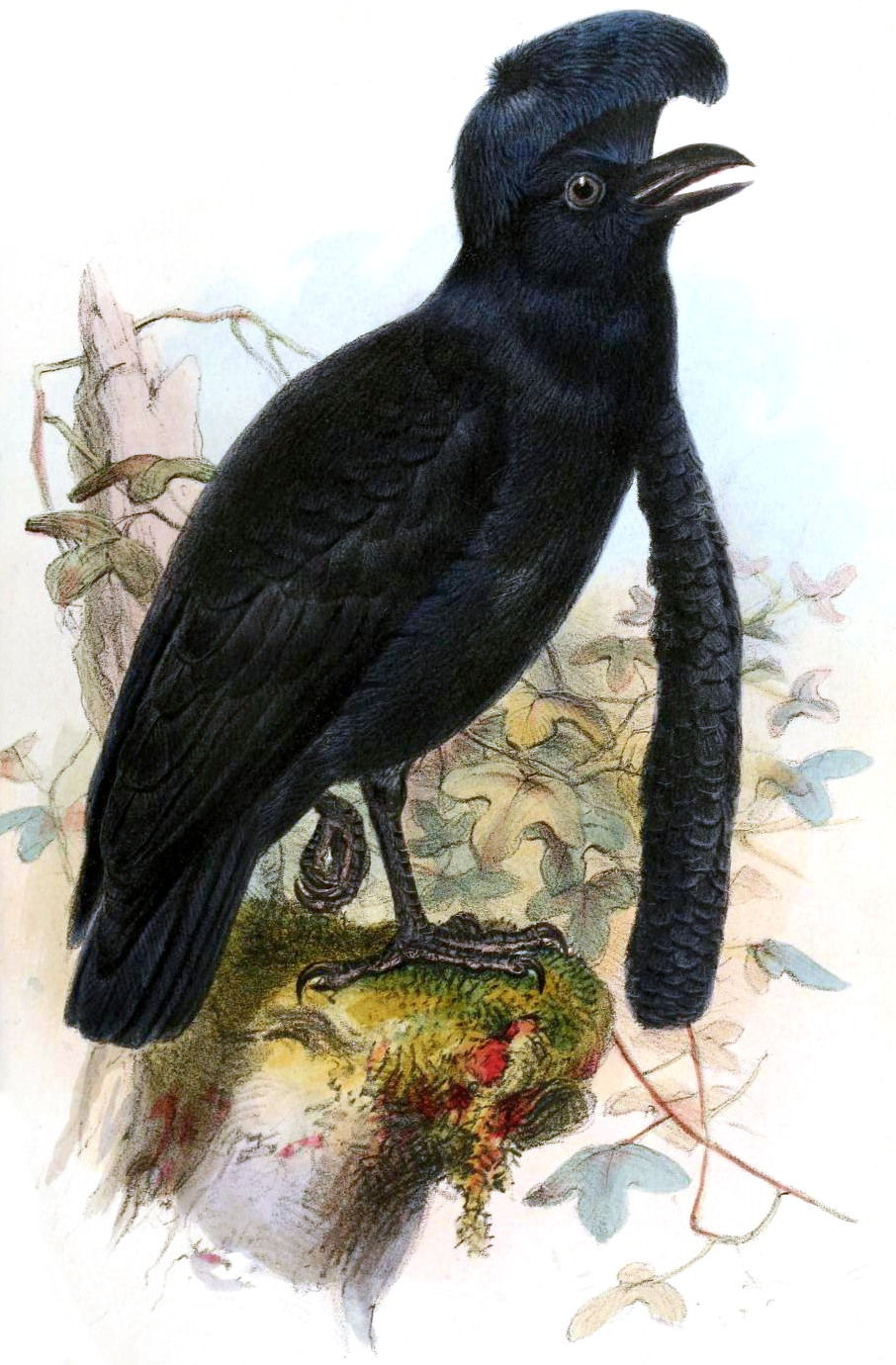
长耳垂伞鸟（Cephalopterus penduliger）
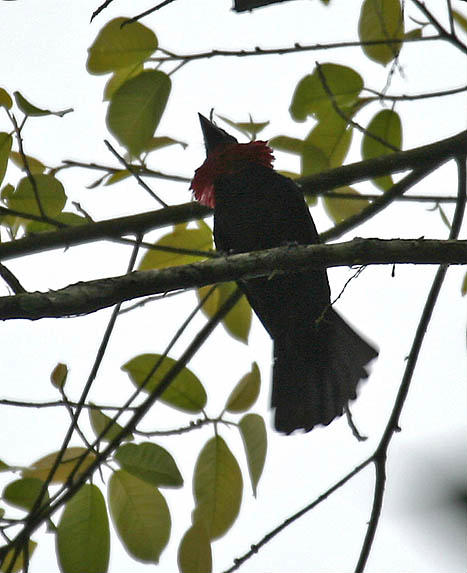
紫喉果鸦（Querula）
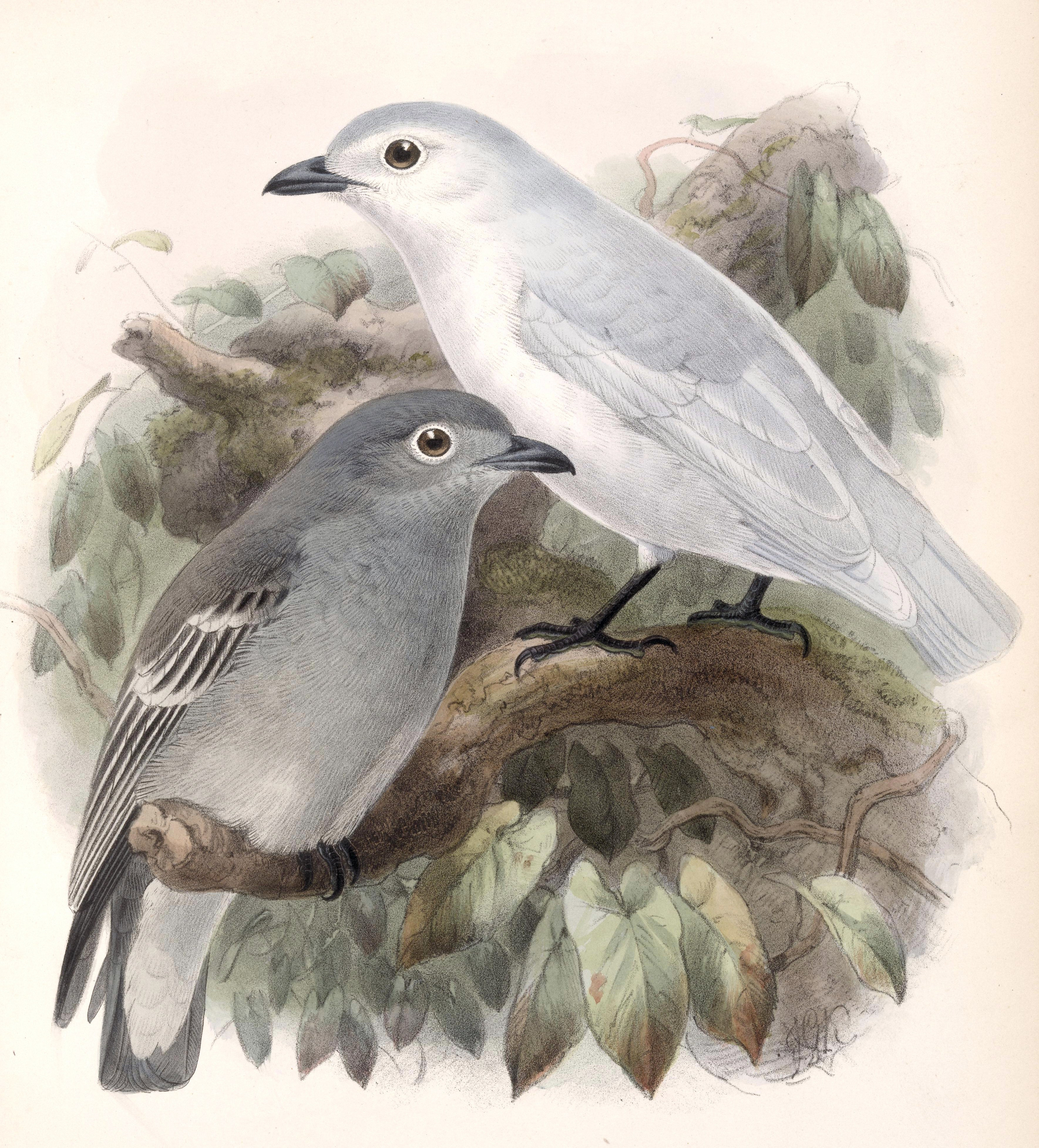
中美雪白伞鸟（Carpodectes nitidus）

## 物種描述
牠們大多雌雄異色、色彩鮮艷，不同物種的羽色變化多端大小不一。主要以果實為食，體型較大的種類可捕食一些節肢動物、爬蟲類、兩棲類或小型哺乳動物。繁殖時採繁殖場模式並多採一雄多雌制，雄鳥們在同一處大聲唱歌並跳舞吸引雌性。其中單色皮哈傘鳥屬是羽色相似的例外，牠們主要以鳴唱求偶。

## 保護狀況
傘鳥科成員大多是無危物種，但受限於研究有限及棲地破碎化等問題造成食物缺乏，有少數物種備受威脅，如黃嘴傘鳥。

## 外部連結
- smez.net